# .45 Schofield
.45 Schofield или .45 Smith & Wesson — револьверный патрон разработанный компанией Smith & Wesson для переламывающегося револьвера S&W Model 3. По характеристикам аналогичен патрону .45 Colt, но обладает немного более короткой гильзой, ввиду этих причин может использоваться во многих револьверах под .45 Colt (но не наоборот). Известен также как .45 S&W / .45 S&W Schofield / .45 M1877 ball revolver.

## История
Изначально снаряжался черным порохом. Стал стандартным патроном ВС США ввиду совместимости с Colt 45 и того, что револьверы под него обладают меньшей отдачей, чем Colt 45. Дальнейшая необходимость унификации боеприпасов привела к появлению патрона M1887 Military Ball, который подходил револьверам обеих систем.